# Biologisches Zentralblatt
Biologisches Zentralblatt – niemieckie czasopismo przyrodnicze, wydawane od 1881 roku przez Georg Thieme Verlag. Redakcja mieściła się w Jenie i Stuttgarcie, pierwszym redaktorem naczelnym był Isidor Rosenthal. Od 1996 roku ukazuje się pod tytułem „Theory in biosciences”.